# Bloomsbury Group
Pour l’article homonyme, voir Bloomsbury.

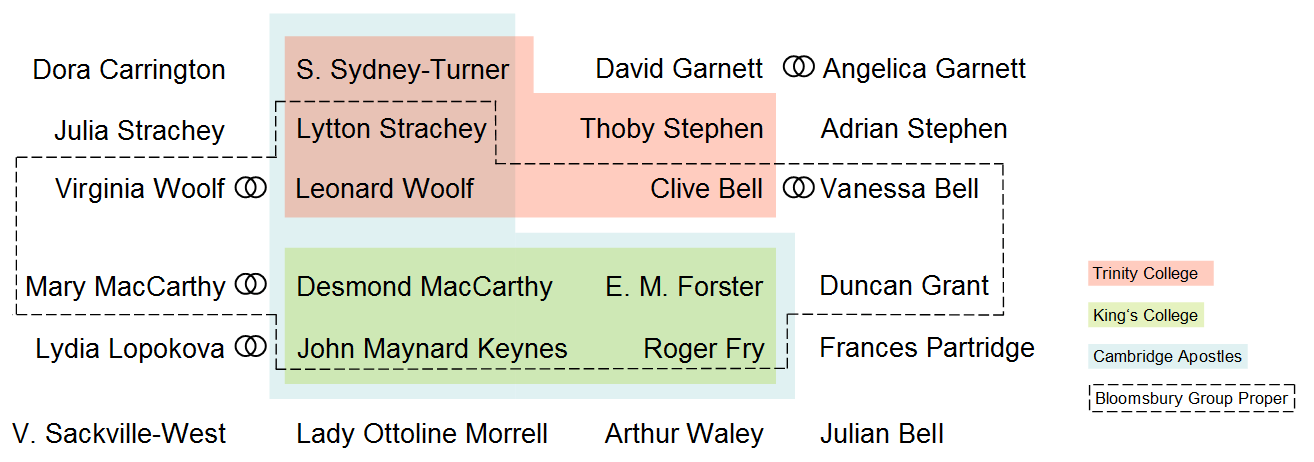
Les membres du Bloomsbury Group.

Le Bloomsbury Group, également appelé Bloomsbury Set, ou simplement Bloomsbury est un groupe qui réunit un certain nombre d'artistes, universitaires et intellectuels britanniques majoritairement diplômés de l’université de Cambridge et installés à Londres, liés par des liens d’amitié depuis les premières années du XXe siècle jusqu'au début de la Seconde Guerre mondiale. Presque tout ce qui le concerne offre matière à controverse, jusqu'à sa composition et à son nom. 
Aujourd'hui, cependant, il semble clair qu'à l'origine le groupe se composait des romanciers et essayistes Virginia Woolf, E. M. Forster et Mary (Molly) MacCarthy, du biographe et essayiste Lytton Strachey, de l'économiste John Maynard Keynes, des peintres Duncan Grant, Vanessa Bell et Roger Fry, et des critiques littéraires, artistiques et politiques, Desmond MacCarthy, Clive Bell et Leonard Woolf.

## Le groupe

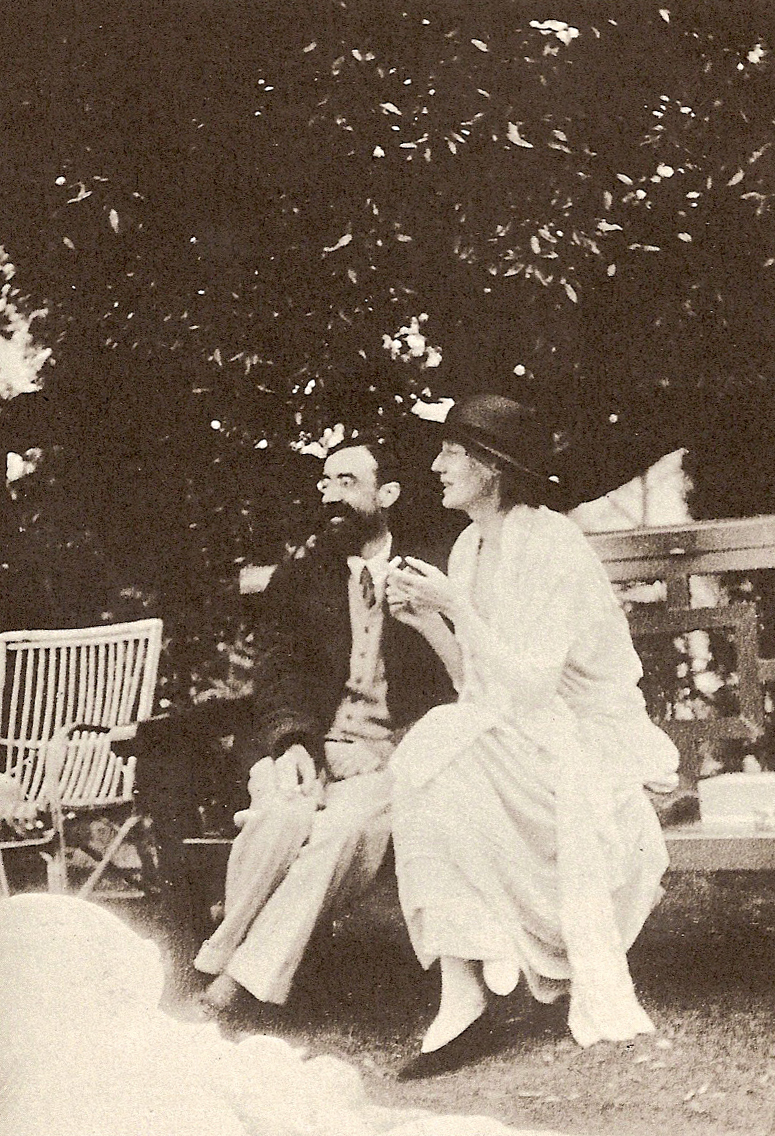
Lytton Strachey et Virginia Woolf.

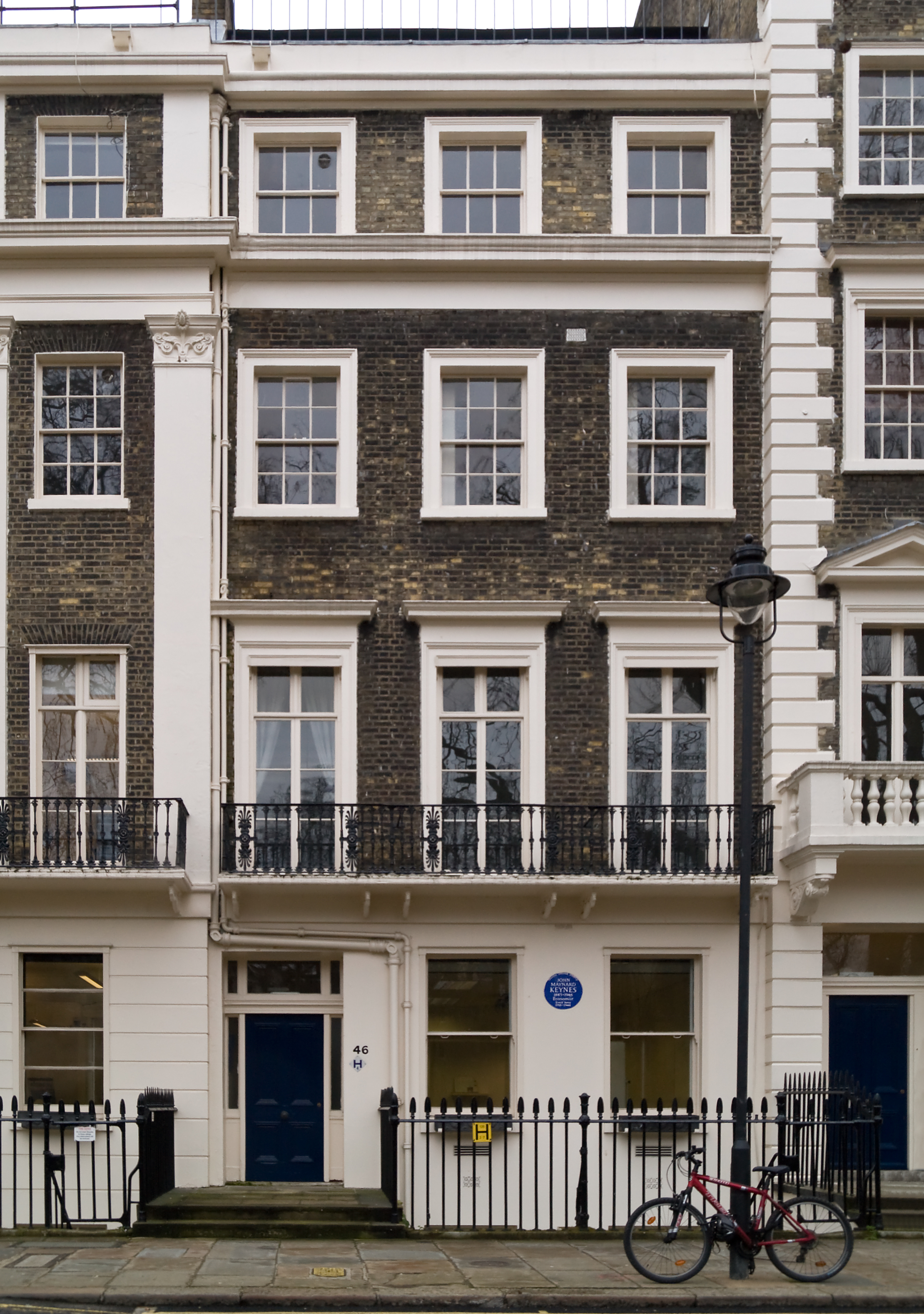
Le 46 Gordon Square, à Londres.

Vanessa Bell et Virginia Woolf étaient sœurs, et leurs frères, Thoby le plus âgé et Adrian le plus jeune, étaient également à l'origine membres du groupe ainsi que quelques autres anciens de l'université de Cambridge, comme l'énigmatique Saxon Sydney-Turner (en). Autres membres de ces débuts, Lytton Strachey et Duncan Grant — futur compagnon de Vanessa — étaient cousins. Les premières années de l'histoire du groupe virent diverses relations amoureuses. La plupart des membres vécurent longtemps dans un quartier du centre-ouest de Londres, connu sous le nom de Bloomsbury. La famille Stephen habitait au 46, Gordon Square, et les réunions qu'ils y organisaient tous les jeudis soir formèrent le point de départ de ce qui allait devenir le Bloomsbury Group. Le terme de « Groupe » semble être la meilleure expression pour décrire la nature de leur association, qui n'était pas seulement sociale comme les appellations « cercle » ou « société » pourraient le laisser croire. 

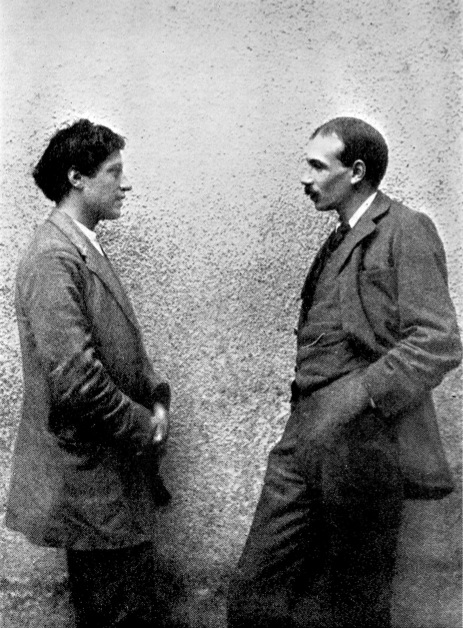
Duncan Grant et John Maynard Keynes.

Un trait remarquable de ces amitiés et de ces relations, c'est qu'elles sont non seulement étroites mais antérieures à la notoriété de ces écrivains, artistes et penseurs. De plus, certains de leurs amis très proches, de leurs frères et sœurs, voire leurs partenaires, n'appartenaient pas nécessairement à Bloomsbury. L'amie de Lytton Strachey, la femme peintre Dora Carrington, n'a jamais été membre ; Lydia Lopokova, épouse de John Maynard Keynes, n'y a été admise qu'avec réticence. On a parfois soutenu qu'Ottoline Morrell, Vita Sackville-West, Arthur Waley et quelques autres faisaient partie du Groupe, mais aucun n'était considéré comme membre, ni par eux-mêmes, ni par leurs amis membres authentiques. 

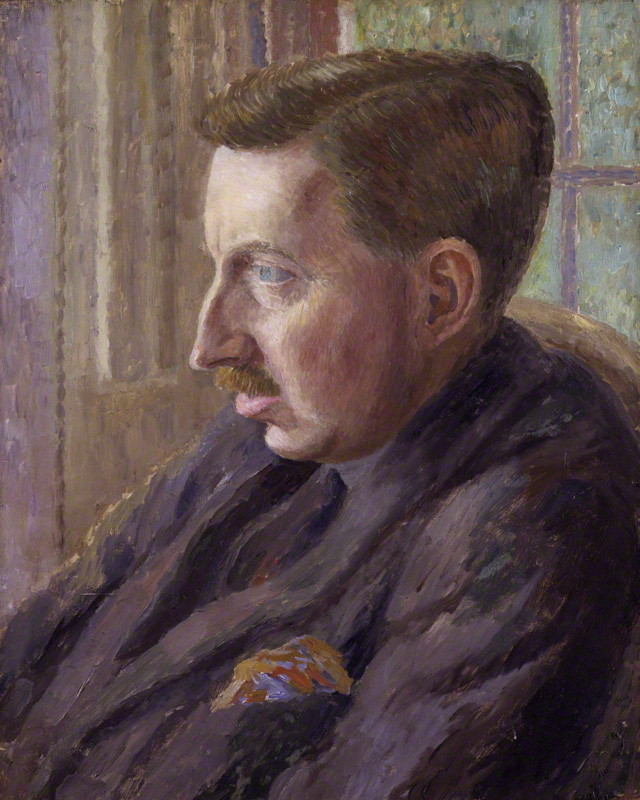
E. M. Forster

Quelques-uns de ceux qui ont étudié Bloomsbury (voire certains de ses membres) ont parfois remis en question l'existence même du groupe. Pourtant, la vie et les œuvres de ses membres font apparaître un chevauchement, une ressemblance des idées et des attitudes qui se relient entre elles et qui a contribué à maintenir l'unité entre ces amis et ces parents. Leurs convictions quant à la nature de la conscience et sa relation avec la nature extérieure, quant à la séparation fondamentale entre les individus qui entraîne à la fois l'isolement et l'amour, quant à la nature humaine et non humaine du temps et de la mort, et quant aux biens idéaux que sont l'amour véritable et la beauté, tout cela se retrouve derrière leur hostilité envers le capitalisme et ses guerres impérialistes. Ces convictions expliquent également l'attitude critique de Bloomsbury devant le réalisme matérialiste dans la peinture et les œuvres d'imagination, aussi bien que ses attaques contre les pratiques répressives de la société pour maintenir l'inégalité sexuelle.

## Origine
Le Groupe de Bloomsbury provenait essentiellement de familles où les professions exercées entrainaient l’appartenance aux couches supérieures de la classe moyenne. Si quelques-uns — E. M. Forster, Virginia Woolf et Vanessa Bell — disposaient de revenus qui assuraient leur indépendance, d'autres, comme Lytton Strachey, Leonard Woolf, les MacCarthy, Duncan Grant et Roger Fry, avaient besoin de travailler pour vivre. Clive Bell seul pouvait être qualifié de riche. Hormis Duncan Grant, tous les membres masculins du Bloomsbury des débuts étaient passés par Cambridge, à King's College ou à Trinity College. C'est à Trinity qu'en 1899 Lytton Strachey, Leonard Woolf, Saxon Sydney-Turner et Clive Bell étaient devenus de grands amis de Thoby Stephen, lequel les présenta à Londres à ses sœurs Vanessa et Virginia ; c'est ainsi que le groupe de Bloomsbury vit le jour. Tous les anciens de Cambridge, mis à part Clive Bell et les frères Stephen, étaient membres d'une société secrète réunissant des étudiants du premier cycle et connue sous le nom de « Cambridge Apostles » ; c'est là qu'ils rencontrèrent leurs aînés, comme Desmond MacCarthy et Roger Fry aussi bien que E. M. Forster et J. M. Keynes, qui tous venaient de King's College. 
Par l'intermédiaire des « Apostles », les membres de Bloomsbury rencontrèrent également les philosophes analytiques G. E. Moore et Bertrand Russell, qui devaient révolutionner la philosophie britannique au tournant du siècle. Les Principia Ethica (1903) de Moore fournirent au Groupe une philosophie morale. La distinction entre la fin et les moyens est un lieu commun de l'éthique, mais ce qui faisait tout l'intérêt des Principia Ethica pour Bloomsbury, c'était la notion de valeur intrinsèque, qui dépendait d'une intuition personnelle du bien et de l'esthétique. Pour eux, le « sens du beau est une voie privilégiée pour la morale ». Ce texte fut particulièrement influant sur le Bloomsbury Group, « nébuleuse insaisissable » de talents avant la Première Guerre mondiale. Il les unifiait autour de l’éthique intuitionnisme.

## Le premier Bloomsbury

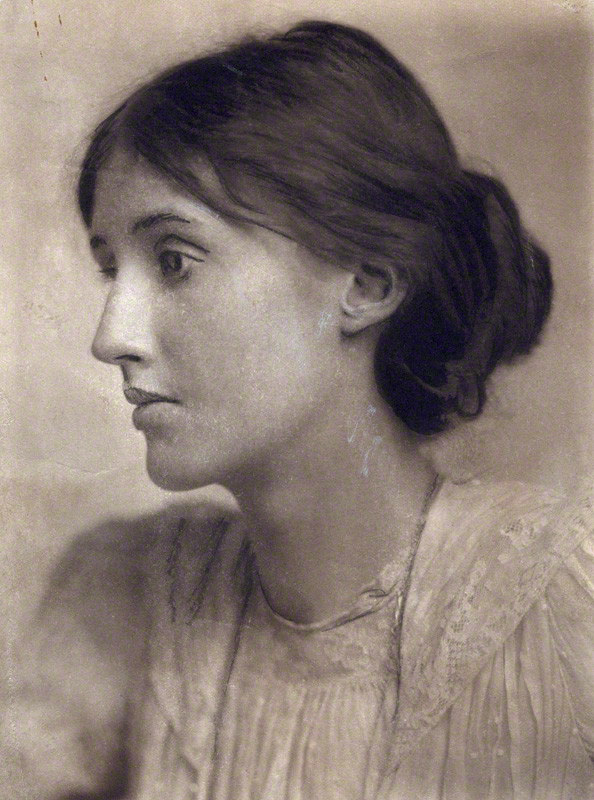
Virginia Woolf en 1902.

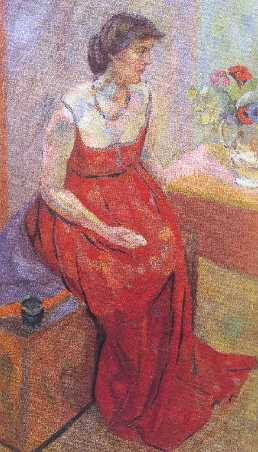
Vanessa Bell, par Roger Fry, 1916.

Après avoir quitté l'université, les jeunes gens de Cambridge commencèrent à rencontrer les femmes du groupe grâce à la famille Stephen, qui habitait au 46, Gordon Square, à Bloomsbury. La mort prématurée de Thoby en 1906 les réunit plus fortement. Lytton Strachey devint ami intime des sœurs Stephen de même que Duncan Grant du fait de ses relations homosexuelles avec Lytton Strachey, John Maynard Keynes et Adrian Stephen. Clive Bell épousa Vanessa en 1907, et Leonard Woolf, rentré de Ceylan où il exerçait des fonctions publiques, se maria avec Virginia en 1912. Les amitiés entre « Cambridge Apostles » introduisirent au sein du Groupe Desmond MacCarthy, son épouse Molly, et E. M. Forster. Sauf pour ce dernier, qui publia trois romans avant la grande réussite de Howards End en 1910, les membres du Groupe, auquel Roger Fry se joignit en 1910, se révélèrent assez tard. Ses fameuses expositions postimpressionnistes de 1910 et 1912 permirent au public britannique de découvrir les innovations artistiques qui naissaient sur le continent. Mais surtout elles impliquèrent Bloomsbury dans une deuxième révolution intellectuelle, qui se situait dans le prolongement de la révolution philosophique de Cambridge. 

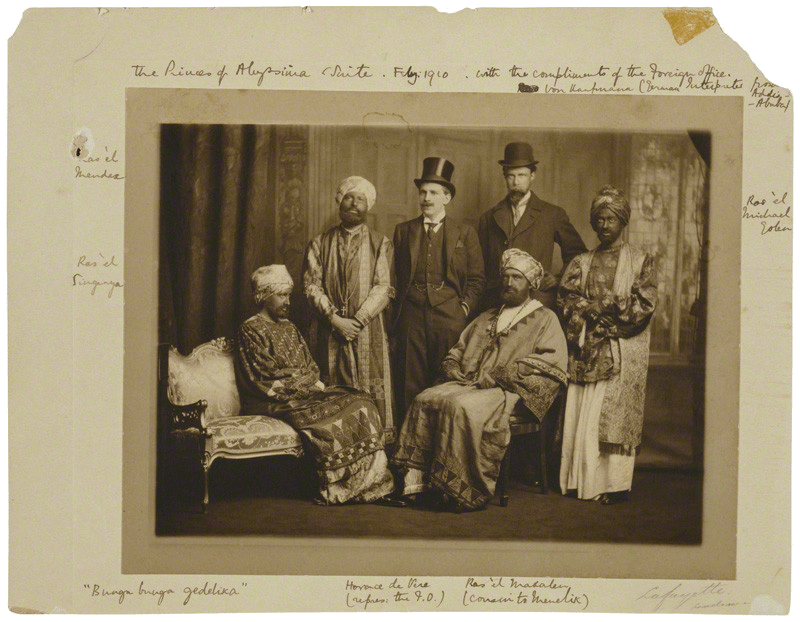
Le canular du Dreadnought, 1910.

Le groupe connut la notoriété en 1910 lorsque plusieurs de ses membres participèrent au canular du Dreadnought.
Bloomsbury participa également à l'extension donnée par Fry au postimpressionnisme vers les arts appliqués avec la création en 1913 des Omega Workshops, avec Keynes et Duncan Grant. Les ateliers se maintinrent jusqu'en 1920. Les artistes de Bloomsbury rejetaient la distinction traditionnelle entre les beaux-arts et l'art décoratif, comme on peut le voir à Charleston Farmhouse, près de Lewes, dans le Sussex, où Vanessa Bell, ses enfants et Duncan Grant allèrent s'installer en 1916 pour le reste de leur vie. 
L'hostilité de l'establishment au postimpressionnisme provoqua une controverse autour de Bloomsbury. Clive Bell attaqua le postimpressionnisme dans son livre Art (1914), en fondant partiellement son esthétique sur le criticisme artistique de Roger Fry et la philosophie morale de G. E. Moore. La campagne pour le vote des femmes ajouta aux polémiques de Bloomsbury, puisque Virginia Woolf et certains membres du Groupe, mais non tous, voyaient des liens entre les aspects politiques du capitalisme, de l'impérialisme, de la sexualité et de l'esthétique.
Comme à peu près tout le reste de la culture moderne, le premier Bloomsbury se vit bouleversé dans son développement par la Première Guerre mondiale. Aucun des hommes n'y a combattu. La plupart d'entre eux étaient objecteurs de conscience, ce qui, bien entendu, ajouta aux controverses contre le Groupe. Politiquement, ses membres étaient répartis entre le libéralisme et le socialisme, comme on peut le voir dans les carrières et les écrits respectifs de Keynes et de Leonard Woolf. Mais ils étaient unis dans leur opposition contre le gouvernement qui les avait plongés dans la guerre, puis dans une paix fragile. 

Après que la guerre eut dispersé le premier Bloomsbury, chacun continua individuellement sa carrière. E. M. Forster poursuivit son succès comme romancier avec A Room with a View (Avec vue sur l'Arno ou Chambre avec vue) et Passage to India (La Route des Indes). En revanche, il lui fut impossible de publier Maurice, car ce roman autobiographique traitait l'homosexualité d'une façon qui n'était pas tragique. En 1915, Virginia Woolf fit paraître enfin son premier roman, The Voyage Out (La Traversée des apparences), qui a subi l'influence des fictions édouardiennes de Forster. Et en 1917 les Woolf fondèrent leur maison d'édition, la Hogarth Press, qui devait publier T. S. Eliot, Gertrude Stein, Katherine Mansfield et bien d'autres, y compris Virginia elle-même, ainsi que les traductions en anglais de Freud et des classiques de la littérature russe. Les traductions de Freud étaient l'œuvre de James Strachey, lui-même psychanalyste et frère de Lytton. 
Puis, en 1918, Lytton Strachey publia sa critique du victorianisme sous la forme de quatre biographies ironiques réunies dans le recueil Eminent Victorians (Victoriens éminents), ouvrage qui marqua un renouveau dans l'art de la biographie et s'ajouta aux polémiques suscitées par Bloomsbury. L'influence de Strachey et les convictions politiques du Groupe transparurent l'année suivante dans les attaques de Keynes contre le traité de Versailles, qu'il qualifia de « paix carthaginoise » dans son best-seller Les Conséquences économiques de la paix.

## Le second Bloomsbury
En mars 1920, Molly MacCarthy fonda un club destiné à aider Desmond et elle-même à écrire leurs mémoires, et aussi à réunir de nouveau les membres du premier Bloomsbury. La comédie d'un groupe d'amis dans la quarantaine en train de lire les uns aux autres leurs mémoires n'avait pas épargné Bloomsbury. Bon nombre des mémoires qui s'ensuivirent, comme ceux de Virginia Woolf pour sa maison de Hyde Park Gate et de Keynes sur ses premières convictions, sont ironiques au point de n'avoir pas toujours été reconnus par leurs commentateurs ultérieurs. Le Memoir Club témoigne que la cohésion de Bloomsbury se maintenait. Pendant les trente années suivantes, ses membres se réunirent irrégulièrement pour écrire leurs souvenirs sur ce qu'ils avaient partagé pendant leur jeunesse commune, à l'université, et plus tard à Bloomsbury. Les membres du Memoir Club ne sont pas tout à fait les mêmes, cependant, que ceux du premier Bloomsbury ; par exemple il ne comprenait plus Adrian Stephen, ou Sydney-Turner. À l'inverse, tous les autres membres, sauf un, avaient appartenu au premier Bloomsbury, qui devint lui-même un sujet populaire pour le Memoir Club. 

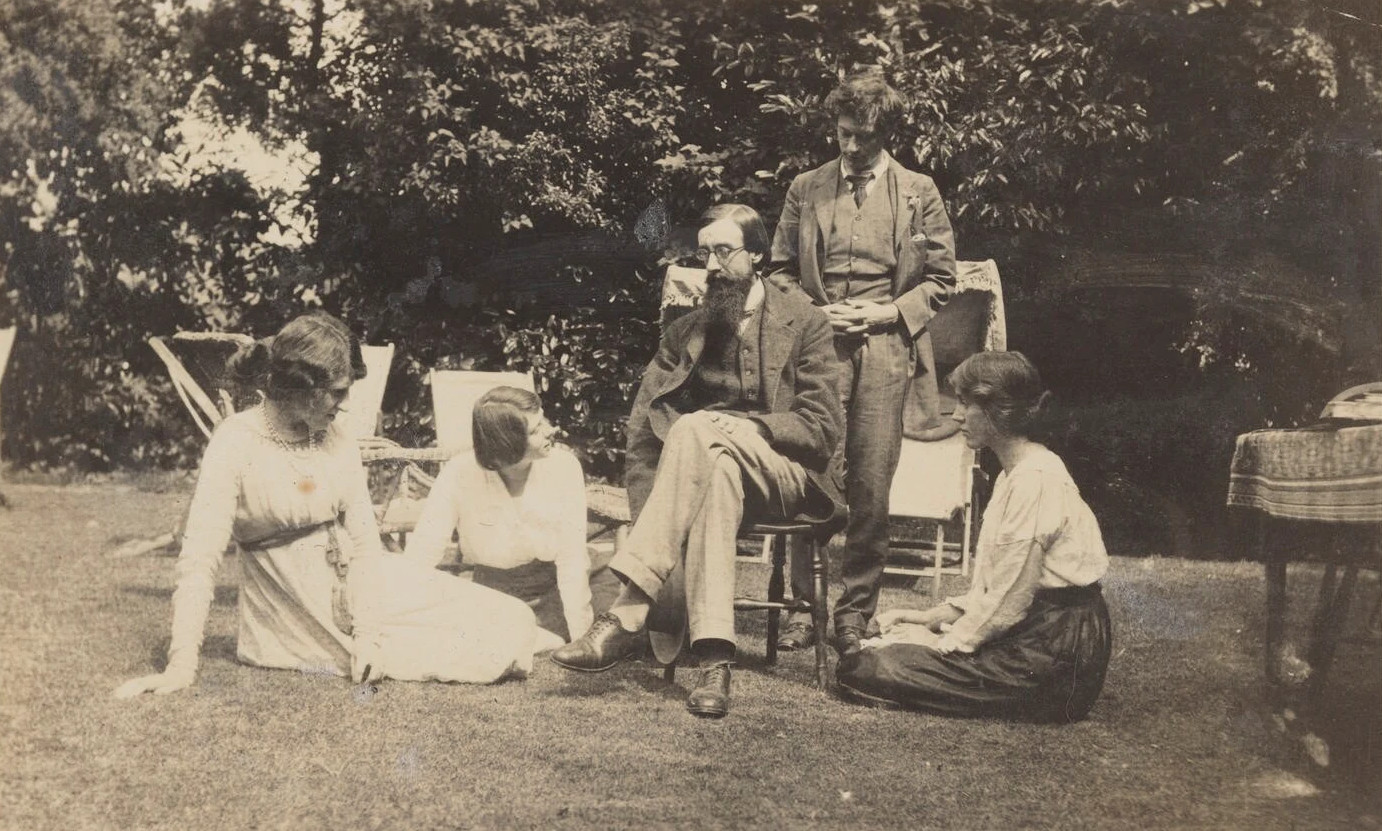
Une réunion à Garsington Manor : Lady Ottoline Morrell, Mme Aldous Huxley, Lytton Strachey, Duncan Grant et Vanessa Bell.

Les années 1920 virent la floraison de Bloomsbury. Virginia Woolf publiait ses romans les plus célèbres, Mrs Dalloway, To the Lighthouse (La promenade au phare) et The Waves (Les Vagues) ; E. M. Forster achevait A Passage to India, qui reste le roman le plus estimé sur l'impérialisme anglais aux Indes. Forster non seulement écrivait des romans, mais il devenait l'un des essayistes les plus influents d'Angleterre. Duncan Grant puis Vanessa Bell paraissaient dans des expositions réservées à un seul artiste. Lytton Strachey écrivait ses biographies de deux reines, Queen Victoria (qui obtint le James Tait Black Memorial Prize en 1921) puis Elizabeth and Essex. Desmond MacCarthy et Leonard Woolf s'engageaient dans une rivalité amicale comme rédacteurs en chef, respectivement du New Statesman et de Nation and Athenaeum, alimentant ainsi les animosités de ceux qui reprochaient à Bloomsbury de dominer la scène culturelle. Roger Fry écrivait beaucoup sur l'art et donnait de nombreuses conférences, tandis que Clive Bell appliquait les valeurs de Bloomsbury à son livre Civilization (1928), que Leonard Woolf considérait comme limité et élitiste. Leonard, qui avait aidé au cours de la guerre à formuler des propositions pour la Société des Nations, présentait ses propres vues sur le sujet dans Imperialism and Civilization (1928). À bien des égards, tout au long de son histoire, c'est de l'intérieur que sont venues les critiques les plus incisives contre Bloomsbury.
Les années 1930 virent le déclin de Bloomsbury. Un an après la publication d'un recueil de brèves biographies, Portraits in Miniature (1931), Lytton Strachey mourut ; peu de temps après Carrington se suicida. Roger Fry, qui était devenu en Angleterre le plus grand critique d'art, mourut en 1934. Le poète Julian Bell, fils aîné de Clive et de Vanessa, se tua en 1937 au volant d'une ambulance pendant la Guerre civile espagnole. Virginia Woolf écrivit une biographie de Fry mais, avec l'arrivée d'une nouvelle guerre son instabilité mentale réapparut, et elle se suicida par noyade en 1941. Ce fut aussi dans les années 1930 que Desmond MacCarthy devint peut-être le plus lu — et le plus écouté — des critiques littéraires avec ses colonnes dans le Sunday Times et de ses émissions sur la BBC. The General Theory of Employment, Interest and Money (Théorie générale de l'emploi, de l'intérêt et de la monnaie, 1936) fit de John Maynard Keynes l'économiste le plus influent du siècle. Il mourut en 1946, après avoir établi les bases du système financier international lors des accords de Bretton Woods en juillet 1944, qui virent entre autres la création du Fonds monétaire international et de la Banque mondiale. 
La diversité en même temps que le caractère collectif des idées et des réalisations du second Bloomsbury peuvent se résumer en une série de credo  qui datent de 1938, l'année de Munich. Virginia Woolf publia ses Three Guineas (Trois Guinées) féministes, radicales et polémiques qui choquèrent quelques-uns de ses collègues, dont Keynes, qui avait beaucoup apprécié A Room of One's Own (Une chambre à soi) (1929), d'un ton plus serein. Keynes lut au Memoir Club ses mémoires d'un esprit décidément conservateur, My Early Beliefs. Clive Bell publia une brochure en faveur de la paix (plus tard, il devait appuyer la guerre), et E. M. Forster rédigea une première version de son célèbre essai What I Believe qui contient des choix, encore choquants pour certains, où les relations personnelles sont préférées au patriotisme.

## Bloomsbury après Bloomsbury

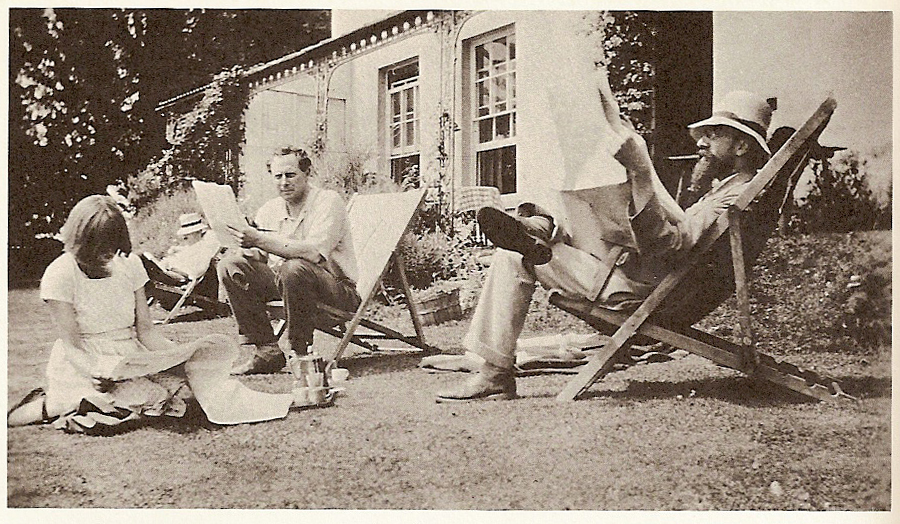
Dora Carrington, Ralph Partridge et Lytton Strachey.

Le Memoir Club continua à se réunir de façon intermittente jusqu'à la mort de Clive Bell en 1964. Parmi les membres les plus jeunes du Groupe et du Club se trouvaient l'écrivain David Garnett et, plus tard, sa femme Angelica Garnett, la fille de Vanessa Bell et de Duncan Grant. Le demi-frère d'Angelica, l'artiste et écrivain Quentin Bell, devint par la suite secrétaire du Club et écrivit la biographie de sa tante, Virginia Woolf. Sœur et frère rédigèrent des mémoires très différents au sujet de Bloomsbury, ceux d'Angelica étant Deceived by Kindness (Trompeuse Gentillesse, 1984) et ceux de Quentin Elders and Betters (1995). Dans cette nouvelle génération, on trouvait aussi la nièce de Lytton, l'écrivaine Julia Strachey, et la diariste Frances Partridge, qui épousa Ralph Partridge, ami de Lytton Strachey et ancien mari de Dora Carrington. Enfin, Nigel Nicolson, le fils cadet de Harold Nicolson et de Vita Sackville-West, décrivit dans Portrait of a Marriage (Portrait d'un mariage) les liens qui unissaient ses parents, tous deux bisexuels, et les relations complexes qu'entretenait sa mère avec Virginia Woolf.
À la suite de la mort de Virginia Woolf, Leonard Woolf édita des écrits de celle-ci, y compris des extraits de ses journaux intimes, sous le titre de A Writer's Diary (Journal d'un écrivain, 1953), qui révélèrent au public ce à quoi Bloomsbury avait ressemblé. Les différents ouvrages autobiographiques de Leonard dans les années 1960 — il mourut à la fin de la décennie — donnèrent des informations plus complètes, mais il hésitait à parler de la vie sexuelle du Groupe, tout comme il avait évité de publier des pages trop révélatrices du Journal de Virginia. Les biographies qui suivirent, celles de Strachey puis de Virginia Woolf, de Forster, de Keynes, de Fry, de Vanessa Bell et de Grant, dévoilèrent tout. En fait une grande partie de l'intérêt du public s'est portée sur ces biographies, alors que c'est l'œuvre des membres du Groupe en tant qu'écrivains, artistes et penseurs, qui a rendu leur vie remarquable. Le cas de Virginia Woolf en est un exemple. On lui a consacré une dizaine de biographies, et pourtant une bonne part du travail de recherche et de publication des inédits demeure inachevée ; des textes importants se trouvent encore dans les bibliothèques privées. 
La controverse se poursuit toujours à l'heure actuelle. La première exposition importante de peintres de Bloomsbury, organisée à la Tate Gallery en 1999-2000, a connu un grand succès auprès du public, mais a subi les attaques de la quasi-totalité des commentateurs professionnels. Une grande part des critiques continue à se centrer sur la classe sociale dont les membres du Groupe étaient issus, leur élitisme, leur irrévérence, leur athéisme, leurs opinions politiques hétérodoxes, leur libéralisme, leur refus de l'art abstrait, leurs œuvres modernistes, leurs critiques peu conventionnelles et leur organisation familiale à contre-courant des modèles traditionnels. Rares sont ces aspects de Bloomsbury que l'on considère dans leur contexte historique, alors que cela permettrait peut-être de mieux mesurer à quel point le Groupe a été une force créatrice unique dans la culture moderne.

## Autour du groupe

### Les créateurs
La littérature mais aussi la critique d'art, les essais philosophiques ou historiques, la biographie, la sociologie et l'économie étaient le domaine de Virginia Woolf et Leonard Woolf, George Edward Moore, Edward Morgan Forster, John Maynard Keynes, Lytton Strachey, James Strachey, Wyndham Lewis, Clive Bell, David Garnett, Rupert Brooke, Desmond MacCarthy, Vita Sackville-West, Harold Nicolson.
Les arts étaient représentés par les peintres Vanessa Bell, Duncan Grant et Dora Carrington, ainsi que Roger Fry, ou encore le musicien Saxon Sydney-Turner.
Parmi les proches du groupe, se trouvaient Bertrand Russell, Ludwig Wittgenstein, George Orwell, Aldous Huxley, T. S. Eliot, l'architecte Clough Williams-Ellis (créateur de Portmeirion), le peintre Augustus John, l'helléniste Jane Ellen Harrison, le sinologue Arthur Waley, l'écrivain Laurens van der Post, le libraire Francis Birrell (en), la diariste Frances Partridge, le créateur de mosaïques Boris Anrep, la femme de lettres Dorothy Bussy (sœur de Lytton et James Strachey), Lady Ottoline Morrell (propriétaire de Garsington Manor, l'un des points de ralliement du Groupe), les écrivains John Lehmann et sa sœur Rosamond Lehmann, l'essayiste Logan Pearsall Smith, et Dorothy Richardson.
On compte aussi le peintre Jean Marchand, l'un dès rares Français du groupe.
La génération suivante comprenait les trois enfants de Vanessa Bell (Julian Bell, Quentin Bell et Angelica Garnett) et les deux fils de Harold et Vita Nicolson (Benedict et Nigel).
Les trois Sitwell, Edith Sitwell et ses deux frères Osbert et Sacheverell, se situaient en même temps à proximité du Groupe et en rivalité avec lui.
Parmi les opposants à Bloomsbury figuraient H. G. Wells et Roy Campbell.[réf. nécessaire]

### Les éditeurs
En 1898, le demi-frère de Virginia Woolf, Gerald Duckworth, fonda la maison d'édition Gerald Duckworth and Company Ltd, qui publia notamment La Traversée des apparences.
La première maison d'édition fondée par des membres du Groupe fut la Hogarth Press, fondée en 1917 par Leonard et Virginia Woolf, rejoints en 1938 par John Lehmann. Quelques années plus tard, David Garnett et Francis Meynell créèrent la Nonesuch Press.
Au lendemain de la Seconde Guerre mondiale, en 1946, John Lehmann et sa sœur Rosamond Lehmann fondèrent la maison d'édition John Lehmann Limited. Deux ans plus tard, ce fut au tour de George Weidenfeld et Nigel Nicolson, qui ouvrirent leur propre maison à leur nom : Weidenfeld & Nicolson.

## La légende de Bloomsbury
Bloomsbury a donné lieu à de nombreuses fictions plus ou moins fidèles à la réalité.
Parmi les films Carrington de Christopher Hampton traite de la relation entre Lytton Strachey et Dora Carrington. The Hours s'inspire de Mrs Dalloway de Virginia Woolf (jouée par Nicole Kidman). Vita et Virginia raconte la liaison entre Virginia Woolf et Vita Sackwille-West.
La série TV Life in Squares retrace les relations amicales et amoureuses des membres du groupe.

#### Ouvrages généraux
- (en) Isabelle Anscombe, Omega and After: Bloomsbury and the Decorative Arts, Thames & Hudson, 1981
- (en) Quentin Bell, Bloomsbury, Futura Publications, 1974
- (en) Quentin Bell, Bloomsbury Recalled, Columbia University Press, New York, 1996
- (en) Roy Campbell, The Georgiad, 1931
- (en) Judith Collins, The Omega Workshops, Secker & Warburg, 1984
- (en) David Gadd, The Loving Friends: A Portrait of Bloomsbury,  (ISBN 0-7012-0393-5)
- Angelica Garnett, Trompeuse Gentillesse, Christian Bourgois, 1986
- (en) J. K. Johnstone, The Bloomsbury Group, Secker & Warburg, 1954
- (en) Wyndham Lewis, Blasting and Bombardiering, Calder & Boyars, 1967
- (en) Christopher Reed, Bloomsbury Rooms, 2004
- (en) S. P. Rosenbaum, The Bloomsbury Group: A Collection of Memoirs and Commentary, 1995
- (en) S. P. Rosenbaum, A Bloomsbury Group Reader, 1993
- (en) Richard Shone, The Art of Bloomsbury: Roger Fry, Vanessa Bell and Duncan Grant,  (ISBN 0-6910-4993-9)
- (en) Richard Shone, Bloomsbury Portraits, 1976
- Revue L'Ennemi, « Un thé au Bloomsbury », dir. G.-G. Lemaire, Christian Bourgois, 1988
- Mémoires de Duncan Grant, un Highlander à Bloomsbury by Christian Soleil (2011), Monpetitéditeur, Paris.
- Mémoires de Duncan Grant, A Bohemian Rhapsody by Christian Soleil (2012), Monpetitéditeur, Paris.
- Le Neveu de Virginia Woolf, entretien avec Julian Bell by Christian Soleil (2012), Publibook, Paris.
- Le Groupe de Bloomsbury, un kaléïdoscope anglais, by Christian Soleil (2013), Edilivre, Paris.
- Conversations avec Angelica Garnett, by Christian Soleil (2014), Edilivre, Paris.

#### Monographies
- (fr) Jean-Marc Siroën, Mr Keynes et les extravagants. Tome 1 : les secrets de Bloomsbury, Librinova, 2021,  (ISBN 979-1026269670)
- (en) Quentin Bell, Virginia Woolf, A Biography, 2 vol., London, Hogarth Press, 1972 (James Tait Black Memorial Prize)
- (en) Victoria Glendinning, Leonard Woolf: A Biography, Free Press, 2006,  (ISBN 0-7432-4653-5)
- (en) Carolyn G. Heilbrun, The Garnett Family, 1961
- (en) Michael Holroyd, Lytton Strachey: The New Biography, 1994
- Michael Holroyd, Carrington, Flammarion, 1995 ; Le Livre de poche, 2002
- (en) Paul Levy, G. E. Moore and the Cambridge Apostles, 1979,  (ISBN 978-0-0305-3616-8)
- Nigel Nicolson, Portrait d'un mariage, Stock, 1974
- (en) William Pryor éd., Virginia Woolf and the Raverats, Correspondences,  (ISBN 1-9045-5502-0)
- (en) Frances Spalding, Vanessa Bell, Ticknor & Fields, 1983
- Virginia Woolf, La Vie de Roger Fry, Payot, 1999 (Roger Fry: A Biography, 1940)

### Filmographie
- Carrington de Christopher Hampton
- The Hours de Stephen Daldry
- Vita & Virginia de Chanya Button